# Диту
Эдуа́рду Жозе́ Го́меш Камезель Ме́ндеш (порт. Eduardo José Gomes Cameselle Mendes) более известен как Диту (порт. Dito; 18 января 1962, Барселуш — 3 сентября 2020, Монсан) — португальский футболист и футбольный тренер, играл на позиции защитника.

## Биография

### Клубная карьера
В возрасте 18 лет Диту присоединился к клубу «Брага», в составе которой играл на протяжении семи сезонов, став одним из ключевых игроков этой команды.
Затем он перешёл в лиссабонскую «Бенфику», с которой выиграл чемпионский титул и Кубок Португалии в 1987 году. Всего во всех турнирах за «Бенфику» сыграл 81 матч и забил 2 гола.
В 1988 году присоединился к «Порту», в составе которого играл в течение одного сезона.
В 1989 году перешёл в «Виторию Сетубал», за который играл в течение трёх сезонов. В последующие годы играл за такие команды как «Эшпинью», «Жил Висенте», «Торреенсе» и «Оваренсе».

### Карьера в сборной
За сборную Португалии сыграл 17 матчей и забил 1 гол.

### Тренерская карьера
Работал главным тренером ряда португальских клубов, среди которых были «Салгейруш», «Шавеш», «Портимоненсе» и «Морейренсе».
В мае 2019 года был назначен генеральным менеджером «Жил Висенте».

### Смерть
Скончался 3 сентября 2020 года в больнице в Монсане в возрасте 58 лет, в которую был доставлен, когда почувствовал себя плохо по пути на тренировочный сбор.